# Noël Carroll
Pour les articles homonymes, voir Carroll.
Noël Carroll, né le 25 décembre 1947 à Far Rockaway (Queens, New York), est un philosophe américain qui fait autorité pour ses analyses esthétiques dans le domaine du cinéma. Il travaille également sur la philosophie de l'art en général, la théorie des médias, ou encore la philosophie de l'histoire. Il est actuellement professeur à l'université Temple.
En tant que journaliste, il a publié de nombreux articles dans Chicago Reader, Artforum, In These Times, Dance Magazine, Soho Weekly News et The Village Voice.

## Orientations philosophiques
Noël Carroll est tout d'abord un analyste averti des productions issues de l'industrie culturelle. En ce sens, il s'est attaché à légitimer l'art de masse, sans pour autant prendre sa défense aveuglément. Sa réflexion dans son plus célèbre et imposant ouvrage, A Philosophy of Mass Art (dont une traduction française est en cours) tente de circonscrire les différentes positions philosophiques s'attaquant à la culture masse (Dwight Macdonald, Clement Greenberg, Theodor W. Adorno). Selon lui, les arguments avancés jusqu'ici n'étaient pas recevables, parce qu'ils ne justifiaient pas que l'art de masse ne soit pas de l'art comme tel. Au pis, ils ne faisaient que l'apologie d'un public jugé stupide, inapte à toute capacité d'analyse. Cette « résistance » remonte en fait à Kant, et sa théorie traitant du jugement de la beauté. De surcroît, ces thèses ne promettaient qu'un retour aux hiérarchies des genres - entre les objets issus d'une culture de masse et les œuvres authentiques du Grand Art. Toutefois, il serait fort présomptueux de croire que l'art de masse n'éprouva que résistance et incompréhension. Il existe deux figures notoires qui ont tenté d'appréhender autrement l'industrie culturelle, ou plutôt, selon N. Carroll, l'art de masse : Marshall McLuhan et Walter Benjamin.
Sur le plan théorique, N. Carroll propose trois catégories ontologiques d'œuvres d'art situées côte à côte : les œuvres du Grand Art, les œuvres de la culture populaire et les œuvres de l'art de masse. Chacune d'entre elles sont définissables selon des propriétés non-représentationnelles : le type de support employée dans l'industrie culturelle en vue d'une diffusion massive est la distinction essentielle. Le réel danger de l'art de masse – si tant est que ce dernier soit dangereux – serait plutôt de nous imposer un système de valeurs, digne de ce qu'il nomme un « art de propagande » – les œuvres d'art de masse incarne selon bon nombre de critiques actuels un système de valeurs (soft power) qui détournent les publics d'une réalité moins intransigeante, moins optimiste. L'art de masse vise-t-il à endormir les consciences ? La répétition des mêmes formules conditionne-t-il les esprits les plus fragiles ? D'après N. Carroll, l'art de masse propose des œuvres d'une valeur remarquable, à condition qu'on sache les interpréter correctement. Le systématisme et l'absence de considération épistémologique a conduit bon nombre de penseurs vers une impasse qu'il tente de contourner - ce qu'il parvient à faire très habilement. Noël Carroll apparaît donc comme le penseur de l'ouverture esthétique.
Au vu de sa position philosophique (issue de la tradition analytique), Noël Carroll s'attache à défendre une théorie déflationniste de l'art, qui s'oppose clairement au mythe moderne intitulé usuellement « l'art pour l'art ». Une création artistique, bien qu'elle puisse être interprétée d'un point de vue formel, ne peut être réduite à cela, à savoir sa beauté (le critère « kantien » déjà cité plus haut). Une œuvre est toujours liée à son contexte éthique et politique, à n'importe quel moment de l'histoire, comme l'a noté Arthur C. Danto (En définitive, ces deux philosophes suivent une orientation hégélienne, elle-même issue des idées de Platon contenues dans La République). Influencé par ce dernier, dont il admire les réflexions sans pour autant se garder de les critiquer, il considère que les œuvres d'art sont intimement liées à leur contexte originel, aux intentions artistiques, mais aussi à leur environnement immédiat. Les œuvres de l'art de masse se réfèrent à leur propre contexte, celui de la massification des biens culturels. En France, la notion d'art contemporain a tranché une frontière nette entre l'art de masse et les œuvres muséales. Toutefois, le lien actuel entre les œuvres industrielles et les œuvres d'art «classiques» passe par de nouvelles technologies. L'art numérique (vidéo, cyberart, streaming, etc.) peut-il démontrer que l'art contemporain ne se définit pas uniquement par les œuvres muséales ? Le problème majeur est d'aborder les choses d'un point de vue purement esthétique. Le philosophe et esthéticien français Roger Pouivet, suivant également la méthode analytique dont il est l'un des spécialistes reconnus, a repris pour l'essentiel l'approche carrollienne tout en y incorporant sa position philosophique dite « réaliste », et met en avant le fait que les arts de masse sont ontologiquement distincts du Grand Art ou des arts populaires.

## Œuvres
Noël Carroll est l'auteur de plus d'une centaine d'articles et de nombreux ouvrages :

### Ouvrages disponibles en français
- La philosophie des films (trad. de The Philosophy of Motion Pictures), traduction et présentation par Éric Dufour, Laurent Jullier, Anna C. Zielinska & Julien Servois, Paris, Vrin, 2015[1].

### Articles de revues
- "Air Dancing", The Drama Review (TDR), vol.19, no 1, 1975.
- "Mind, Medium and Metaphor in Harry Smith's Heaven and Earth Magic", Film Quaterly, vol.31, no 2, 1977-1978.
- "Organic Analysis", TDR, vol.22, no 3, septembre 1979, p. 34-44.

### Articles de journaux
- "For God and Country", Artforum, janvier 1973.
- "Joan Jones: Making the Image Visible", Artforum, avril 1974.
- "Douglas Dunn, 308 Broadway", Artforum, septembre 1974.
- "Entr'acte, Paris and Dada", Millennium Film Journal, no 1, 1977.
- "The Cabinet of Dr. Kracauer", Millennium Film Journal, no 2, printemps/été 1978, p. 77-85.
- "Choreographic Canvases", Soho Weekly News, décembre 1978.
- "Lang, Pabst and Sound", Cine-tracts, no 5, 1978, p. 15-23.
- "Welles and Kafka", Film Reader, no 3, 1978, p. 180-188.

### Livres

#### Essais de philosophie esthétique
- Philosophical Problems of Classical Film Theory, Princeton, Princeton University Press, 1988.
- Mystifying Movies: Fads and Fallacies in Contemporary Film Theory, New York, Columbia University Press, 1988.
- The Philosophy of Horror, or Paradoxes of the Heart, New York, Routledge, 1990.
- Theorizing The Moving Image, Cambridge, Cambridge University Press, 1996.
- A Philosophy of Mass Art, New York, Oxford University Press, 1998.
- Interpreting The Moving Image, Cambridge, Cambridge University Press, 1998.
- Philosophy of Art: A Contemporary Introduction, New York, Routledge, 1999.
- Beyond Aesthetics: Philosophical Essays, Cambridge, Cambridge University Press, 2001.
- Engaging The Moving Image, New Haven, Yale University Press, 2003.
- Comedy Incarnate: Buster Keaton, Physical Humor and Bodily Coping, Oxford, Blackwell Publishing, 2007.
- The Philosophy of Motion Pictures, Oxford, Blackwell Publishing, 2008.
- Comedy Incarnate: Buster Keaton, Physical Humor, and Bodily Coping, Oxford, Wiley-Blackwell , 2009.
- Art in Three Dimensions, Oxford, Blackwell , 2010.

#### Édition et coédition des ouvrages collectifs
- Post-Theory: Reconstructing Film Studies (éd. avec David Bordwell), Madison, University of Wisconsin Press, 1996.
- Theories of Art Today, Madison, University of Wisconsin Press, 2000.
- Philosophy of Film and Motion Pictures (éd. avec Jinhee Choi), Malden, Blackwell Publishing, 2006.
- Philosophy in the Twilight Zone (éd. avec Lester Hunt), Oxford, Wiley-Blackwell Publishing, 2009.
- The Poetics, Aesthetics, and Philosophy of Narrative, Oxford, Wiley-Blackwell Publishing, 2009.

## Formation universitaire
- B.A., Philosophy, Hofstra University, 1969
- M.A., Philosophy, University of Pittsburgh, 1970
- M.A., Cinema Studies, New York University, 1974
- M.A., Philosophy, University of Illinois, Chicago Circle, 1976
- Ph.D., Cinema Studies, New York University, 1976 (titre de la thèse : "An In-Depth Analysis of Buster Keaton's The General")
- Ph.D., Philosophy, University of Illinois, Chicago Circle, 1983

## Fonctions
- Andrew W. Mellon Professor of the Humanities l'université Temple
- Membre du comité scientifique de la revue de sciences humaines et sociales Corridor de l'université de Picardie Jules-Verne d'Amiens
- Ancien président de l'American Society for Aesthetics